# Loay
Loay (Bayan ng Loay) är en kommun i Filippinerna. Kommunen tillhör provinsen Bohol och ligger på ön med samma namn. Folkmängden uppgår till 14 433 invånare.

## Bildgalleri

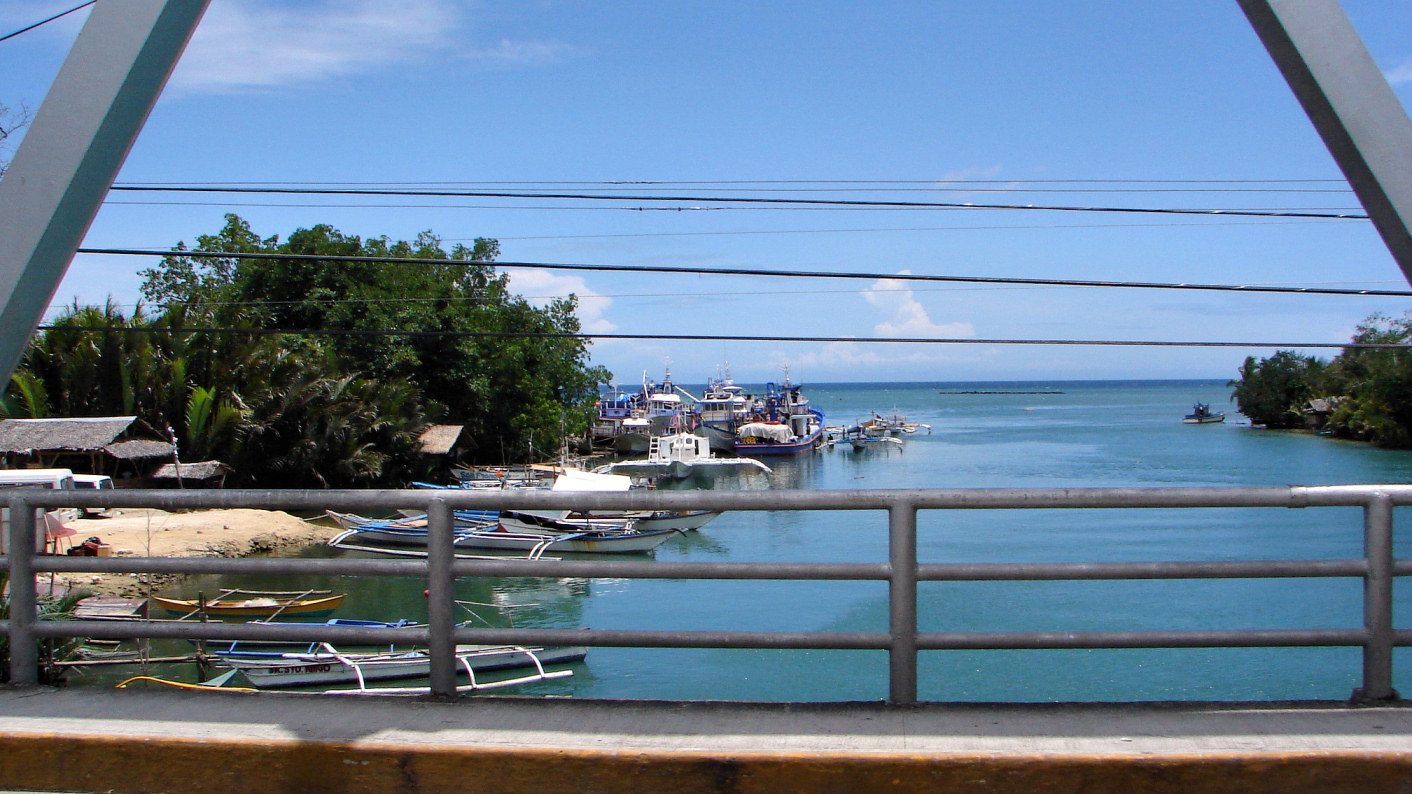

## Barangayer
Loay är indelat i 24 barangayer.
| - Agape - Alegria Norte - Alegria Sur - Bonbon - Botoc Occidental - Botoc Oriental - Calvario - Concepcion - Hinawanan - Las Salinas Norte - Las Salinas Sur - Palo | - Poblacion Ibabao - Poblacion Ubos - Sagnap - Tambangan - Tangcasan Norte - Tangcasan Sur - Tayong Occidental - Tayong Oriental - Tocdog Dacu - Tocdog Ilaya - Villalimpia - Yanangan |